# 斑嘴鹈鹕
斑嘴鹈鹕（学名：Pelecanus philippensis）为鹈鹕科鹈鹕属的鸟类，俗名花嘴鹈鹕、塘鹅、犁鹕、逃河、淘河、淘鹅。繁殖在中亚地带及欧亚洲南部以及中国大陆的河北以南的东部地区、偶见于新疆、云南、繁殖在东南部等地，一般栖息于热带和亚热带的河川、湖泊等处。该物种的模式产地在菲律宾的马尼拉。

## 保护
- 中国国家重点保护动物等级：二级

## 亚种
- 斑嘴鹈鹕新疆亚种（学名：Pelecanus philippensis crispus）。分布于繁殖在中亚地区及欧洲东南部、冬迁亚洲西南部、印度、偶见于埃及以及中国大陆的繁殖在罗布泊地区、分布于河北、山东、江苏、浙江、福建、广东、偶见于台湾等地。该物种的模式产地在南斯拉夫Damatia。[3]
- 斑嘴鹈鹕指名亚种（学名：Pelecanus philippensis philippensis）。分布于印度、缅甸、中南半岛以至菲律宾以及中国大陆的繁殖于长江下游、福建、冬迁两广及云南、偶见于河北、山东、海南等地。该物种的模式产地在菲律宾群岛。[4]